# Хельстрём, Карл
Карл Леопольд Хельстрём (швед. Carl Leopold Hellström; 10 декабря 1864, Гётеборг — 4 июля 1962, Гётеборг) — шведский яхтсмен, чемпион и серебряный призёр летних Олимпийских игр.
На Играх 1908 в Лондоне соревновался в классе 8 метров. Его команда стала в итоге второй, выиграв одну гонку.
На следующей Олимпиаде 1912 в Стокгольме соревновался в классе 10 метров и, выиграв обе гонки, его экипаж выиграл золотые медали.